# تو پیترسن
تو پیترسن (دانمارکی: Thyge Petersen; ۲۸ مهٔ ۱۹۰۲ – ۱ ژانویهٔ ۱۹۶۴) بوکسور اهل دانمارک بود.